# دينيس مور
دينيس مور (بالإنجليزية: Dennis Moore) هو ممثل أمريكي، ولد في 26 يناير 1908 بفورت وورث في الولايات المتحدة، وتوفي في 1 مارس 1964 في الولايات المتحدة.

## وصلات خارجية
- دينيس مور على موقع IMDb (الإنجليزية)
- دينيس مور على موقع تيرنر كلاسيك موفيز (الإنجليزية)
- دينيس مور على موقع أول موفي (الإنجليزية)
- دينيس مور على موقع قاعدة بيانات الفيلم (الإنجليزية)